# Membraan (M-theorie)
In theoretische natuurkunde en M-theorie in het bijzonder, heeft een membraan betrekking op een ruimtelijk uitgestrekt object of braan. Membranen zijn een onderdeel van de M-theorie, die samen met de snaartheorieën een kandidaat voor de theorie van alles is. Membranen zijn daarin de fundamentele bouwstenen van de deeltjes en krachten. Er zijn twee soorten membranen: M2-branen en M5-branen. Deze hebben respectievelijk twee en vijf ruimtelijke dimensies en zijn magnetisch en elektrisch geladen onder de 4-vorm veldsterkte van M-theorie. Een macroscopische waarnemer zou een klein en opgerold membraan gewoon zien als een puntdeeltje. Zelfs als M-theorie juist is, zullen we wellicht nooit deze fundamentele membranen in het dagelijks leven zien, omdat deze in zekere zin te klein zijn om de microscopische details ervan te kunnen waarnemen. 